# Allison Jones
Allison Jones (ur. 12 maja 1984) – amerykańska niepełnosprawna narciarka alpejska i kolarka. Mistrzyni paraolimpijska w slalomie z Turynu w 2006 roku. Wicemistrzyni paraolimpijska z Pekinu w 2008 roku oraz mistrzyni i dwukrotna brązowa medalistka z Londynu w 2012 roku.

## Medale Igrzysk Paraolimpijskich

### 2014
- – Narciarstwo alpejskie – zjazd – osoby stojące

### 2012
- – Kolarstwo – wyścig uliczny/trial na czas – C1-2-3
- – Kolarstwo – bieg na dochodzenie – C1-2-3
- – Kolarstwo – wyścig uliczny – C1-2-3

### 2008
- – Kolarstwo – trial na czas – LC 3–4/CP 3

### 2006
- – Narciarstwo alpejskie – slalom – osoby stojące

### 2002
- – Narciarstwo alpejskie – supergigant – osoby stojące
- – Narciarstwo alpejskie – slalom gigant – osoby stojące